# Třída Hauk
Třída Hauk byla třída raketových člunů norského královského námořnictva vyvinutá speciálně k pobřežním operacím. Postaveno bylo celkem 14 jednotek této třídy. Všechny již byly vyřazeny.

## Stavba
Celkem bylo postaveno 14 jednotek této třídy, pojmenovaných Hauk (P986), Ørn (P987), Terne (P988), Tjeld (P989), Skarv (P990), Teist (P991), Jo (P992), Lom (P993), Stegg (P994), Falk (P995), Ravn (P996), Gribb (P997), Geir (P998) a Erle (P999). Do služby byly přijaty v letech 1978–1980.

## Konstrukce

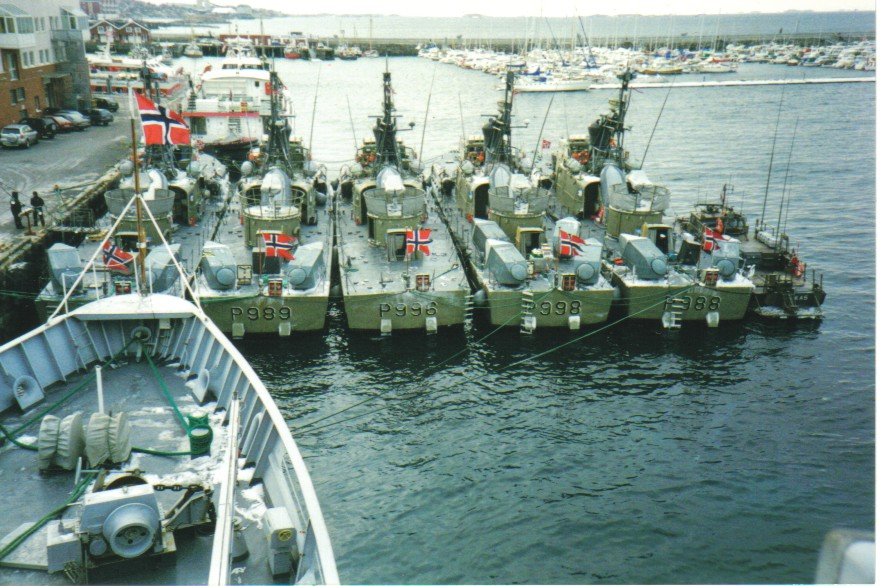
Pětice člunů třídy Hauk

Plavidla měla navigační radar Decca TM 1226 a sonar SQ3D. Hlavňovou výzbroj představoval jeden 40mm kanón Bofors v přídově věži a jeden 20mm kanón. Údernou výzbroj tvořilo až šest protilodních střel Penguin a dva 533mm torpédomety. Plavidla nesla kabelem naváděná těžká torpéda TP 613 s dosahem 27 km. Pohonný systém tvořily dva diesely MTU o výkonu 7200 hp. Nejvyšší rychlost dosahovala 34 uzlů.
Během služby byla plavidla modernizována. Původní 20mm kanón nahradilo dvojité vypouštěcí zařízení Sadral protiletadlového raketového kompletu velmi krátkého dosahu Mistral s dosahem 4 km. Plavidla navíc dostala bojový řídící systém SENIT 2000, spojovací systém Link 11, nebo elektro-optický senzor.